# Stenobothrus berberus
Stenobothrus berberus är en insektsart som beskrevs av Boris Petrovich Uvarov 1942. Stenobothrus berberus ingår i släktet Stenobothrus och familjen gräshoppor. Inga underarter finns listade i Catalogue of Life.